# Габер, Джорджо
Джорджо Габер (итал. Giorgio Gaber, сценический псевдоним Джорджо Габерщика (итал. Giorgio Gaberscik); 25 января 1939, Милан — 1 января 2003, Монтеманьо-ди-Камайоре) — итальянский певец, бард, комедиограф, актёр театра и кино, а также театральный режиссёр.
Синьор Джи (итал. Il signor G), как ласково называли его поклонники, был также одним из лучших гитаристов среди первых исполнителей итальянского рок-н-ролла (rock and roll) (1958—1960 гг).
Большую ценность представляют работы Джорджо Габера как театрального сценариста и актёра: Габер вместе с Сандро Лупорини были родоначальниками «жанра» театра песни (монологи со сцены, чередующиеся с песнями).
Джорджо Габеру посвящён новый концертный зал Аудиториум на 31-м этаже башни Пирелли (итал. Grattacielo Pirelli) в Милане. Также его имя носит исторический Лирический театр.
«Per Gaber… io ci sono» («Для Габера...я здесь») — название тройного диска, вышедшего 13 ноября 2012 года, на десятилетие со дня смерти великого миланского барда. На пластинке пятьдесят артистов исполнили произведения синьора Джи.

## Биография

### Дебют
Джорджо Габер родился в Милане, на улице Лондоньо 28, в мещанской семье. Его родители (мать из Венеции, отец из Истрии) познакомились в области Венеция. В дальнейшем они переехали в Ломбардию в поисках лучшей жизни. У фамилии «Габерщик» словенские корни.
Отец Гвидо был служащим, мать Карла Мадзоран — домохозяйкой, старший брат Марчелло учился на геодезиста и играл на гитаре. У Джорджо было слабое здоровье: в детстве он часто болел. Он получил травму левой руки (которая могла привести к параличу кисти) где-то в 8—9 лет. Требовалась постоянная активность пострадавшей конечности. Было решено, раз уж старший брат играет на гитаре, Джорджо тоже будет учиться играть на этом инструменте. Идея дала отличные результаты как в смысле лечения, так и в смысле творчества. В дальнейшем Габер скажет: «Вся моя карьера родилась из этой болезни».
Его образцами для подражания были американские гитаристы-джазмены: Барни Кессел, Тэл Фарлоу, Билли Бауэр. Габер в юности не задумывался о пении: в сущности, он только играл. Он рассматривал музыку как развлечение, как удовольствие, это было его любимое занятие в годы студенчества. Габер старался учиться и у итальянских музыкантов: в Милане можно было послушать Франко Черри, который часто выступал в Taverna Messicana.
Его карьера гитариста началась в группе Гиго Агости «Ghigo e gli arrabbiati» («Гиго и бешеные»). Эта группа сложилась в миланском Hot Club и дебютировала на фестивале джаза в 1954 году. Тогда ещё не существовало псевдонима «Габер», Джорджо выступал под своей реальной фамилией Габерщик. После двух лет игры поп-музыки (для заработка) и джаза (для души) Габер вступил в группу Адриано Челентано «Rock Boys». На фортепьяно тут играл Энцо Янначчи. В 1957 году группа появляется на экранах, в телепередаче, совмещённой с Lotteria Italia Лотерея Италия (популярная итальянская лотерея), «Voci e volti della fortuna» («Голоса и лица фортуны»).
В этот период Габер знакомится с Луиджи Тенко, который переехал в Милан из Генуи. Вместе они собирают свою первую группу со следующим составом: Янначчи на фортепьяно, Тенко и Паоло Томеллери на саксофоне, Габер и Джанфранко Ревербери на гитаре. Полное название группы звучало как «Rocky Mountains Old Times Stompers» («Скалистых гор старинные топотуны»). Группа выступала в знаменитом миланском клубе Santa Tecla. Габер и Тенко сочиняли вместе тексты, их отношения переросли в тесную дружбу. В 1957—1958 годах Габер, Тенко, Янначчи, Томеллери и Ревербери уезжают в турне по Германии с Адриано Челентано.
В 1958 году, в 19 лет, Габер получает диплом бухгалтера. Летом он уезжает в Геную, где проводит все время, играя в барах трио: бас, гитара, фортепьяно с Тенко. Тут впервые он пробует петь. Осенью Габер поступает в миланский Университет Боккони, совмещая учёбу и игру на гитаре и пение в «Rocky Mountains» в клубе Santa Tecla.
Габер был замечен Нанни Рикорди, арт-директором одноимённого музыкального издательства, который пригласил его на пробы. Джорджо начал карьеру певца с записи в компании Dischi Ricordi (новое отделение старейшего музыкального издательства поп-музыки) четырёх песен. Две из них были на итальянском языке: «Ciao ti dirò» («Скажу тебе привет», рок) e «Da te era bello restar» («Было чудесно остаться с тобой», лирическая), и две на английском, уже раскрученные в то время «Be-bop-a-lula» и «Love Me Forever». На обложке диска в 45 оборотов было написано: «Giorgio Gaber e la sua Rolling Crew» («Джорджо Габер и его Вращающаяся Команда»). Это было первое упоминание сценического псевдонима артиста.
Песня «Ciao ti dirò», которая была написана Джорджо Калабрезе и Джанфранко Ревербери, стала одной из первых песен итальянского рока. Габеру аккомпанировала не его группа, а музыканты, которые были указаны в договоре звукозаписывающей компании. Среди них были Франко Черри (гитара) и Джанни Бассо (саксофон), оба джазмены. После выхода первой пластинки Габера пригласили на телепередачу «Il Musichiere» («Композитор-песенник»), которую вёл Марио Рива (1959).
Весной 1959 года Габер принимал участие (как и все молодые музыканты того времени, среди которых были Мина (Анна Маццини), Челентано и Маленький Тони (Антонио Чаччи), в концерте, посвящённом музыке в стиле рок, в Palazzo del Ghiaccio в Милане. В этом же году он, вместе с Энцо Янначчи, создаёт группу «I Due Corsari» (Два корсара), первым диском которой становится «24 ore/Ehi! Stella» («24 часа/Эй! Стелла»). Группа записывает следующую пластинку «Una fetta di limone» («Кусочек лимона», 1960) — и этот диск становится одним из самых успешных сборников дуэта. В конце 1959 года Габер вступает в SIAE (Итальянское Сообщество Авторов и Издателей) как мелодист и поэт-песенник.

### Успех
После выхода первых же дисков, в 1960 году, Габера ждал оглушительный успех с лирической песней «Non arrossire» («Не красней»), с которой он принял участие в музыкальном фестивале Sei giorni della canzone (Шесть дней песни). В том же году была написана одна из самых известных его песен этого периода — «La ballata del Cerutti» («Балада о Черутти», на слова писателя Умберто Симонетты. Годом раньше Джорджо познакомился с Сандро Лупорини, художником из Виареджио, который становится соавтором всех самых известных музыкальных и театральных работ Габера. Среди их первых совместных песен — «Così felice» («Такой счастливый») и «Barbera e champagne» («Барбера (красное вино) и шампанское»). В 60х годах все наиболее известные песни Габера были написаны Умберто Симонеттой: «Trani a gogò» (1962), «Goganga», «Porta Romana» (1963). Благодаря этим композициям Джорджо Габер часто появлялся на телеэкранах.
В то время Габер увлекается французскими песнями, слушает шансонье с Левого Берега Парижа, в песнях которых отражается история культуры Франции, а тексты пишутся с особым вниманием и наполнены глубоким смыслом, которого не хватает лёгкой итальянской поп-музыке. «Жак Брель был моим учителем». Габер, как и Джино Паоли, Серджио Эндриго, Умберто Бинди, Янначчи и Тенко, был в поисках золотой середины между американскими стилями (рок и джаз) и французским шансоном. И середина была найдена в авторской итальянской песне. Первые итальянские барды появились как раз в тот период, и среди них был Джорджо Габер.
После совместного творчества и одновременно романтических отношений с певицей и актрисой Марией Монти (вместе они написали песню «Non arrossire»), 12 апреля 1965 года, Габер женится на Омбретте Колли, тогда ещё студентке Миланского университета, факультета восточных языков (русского и китайского). 12 января 1966 года родилась их единственная дочь, Далиа Дебора, которая сейчас известна под именем Dalia (Далиа Габерщик).
В 60-х годах Габер четыре раза принимал участие на Фестивале Сан-Ремо:
- в 1961 году с песней «Benzina e cerini» («Бензин и спичка», среди её авторов Энцо Янначчи),
- в 1964 году с песней «Così felice»,
- в 1966 году с песней «Mai, mai, mai (Valentina)» («Никогда, никогда, никогда (Валентина)», одно из самых успешных его выступлений),
- В 1967 году с песней «E allora dài!» («Ну, так давай!»).

Две последние песни были записаны компанией Ri-Fi, с которой Габер начал сотрудничать после завершения контракта с la Ricordi. С этой же компанией в 1965 году Габер записал совместный альбом с Миной («Mina & Gaber: un’ora con loro» — «Мина и Габер: один час с ними»).
Летом 1966 года Габер принял участие на 14-м Фестивале неаполитанской песни, где занял второе место с песней Альберто Тесты и Джордано Бруно Мартелли (Giordano Bruno Martelli) «'A Pizza», исполнив её в паре с Аврелио Фьерро. Эта песня да ещё «Ballata de' suonne», к которой он написал музыку на слова Риккардо де Виты (Riccardo de Vita), — вот и все работы Габера в области неаполетанской песни.
В 1967 году Габер участвует в четвёртом выпуске Festival delle Rose(Фестиваль Роз) с песней «Suona chitarra» («Играй, гитара»), которую он исполнил дуэтом с Пиппо Франко. В эти годы Джорджо участвует во многих выпусках «Carosello» (музыкально-юмористическая программа), во множестве других телепередач, и даже сам придумывает и ведёт свои собственные шоу. Он совмещает музыкальную деятельность с деятельностью ведущего и руководителя программ. Габер становится одним из самых популярных лиц на итальянском телевидении. А ведь есть ещё группа «Rocky Mountains», с которой он даёт концерты в различных клубах Милана. И ещё он участвует в раскрутке молодого певца Франко Баттиато (Franco Battiato).
В 1968 году Габер принял участие в телевизионной музыкальной комедии-вестерне «Non cantare, spara» («Не пой, стреляй») вместе с группой «Quartetto Cetra». Джорджо играл Идао Мартина по прозвищу «Meticcio» (Метис), сказителя-полукровку, который пел «Ballata di Idaho Martin» и рассказывал содержание предыдущих частей в начале каждой из восьми серий. В этом же году вышла его последняя пластинка в сотрудничестве с Ri-Fi, "L'asse di equilibrio («Ось равновесия»). Следующий контракт был подписан со студией звукозаписи Vedette. Сразу после этого была записана знаменитая «Torpedo blu» («Синий автомобиль»), а сразу за ней «Come è bella la città» («Как прекрасен город», пример введения в песню социальной тематики) и «Il Riccardo» («Риккардо»), обе песни были записаны в 1969 году; и наконец «Barbera e champagne» (в 1970 году).
В 1969—70 годах Габер и Мина проехали с сольными концертами по многим городам Италии. Габер выступал в первом отделении, Мина — во втором. Турне провели ещё раз в следующем сезоне. В 1970 году вышел альбом «Sexus et politica»(«Пол и политика», альбом был записан вместе с Антонио Вирджилио Савоной из «Quartetto Cetra», с ним Джорджо познакомился на съёмках «Non cantare, spara»), в котором Габер исполнил песни, написанные на слова латинских авторов. На волне успеха в 1970 году Джорджо Габер представил своё последнее телевизионное шоу, которое шло в субботу вечером, — «E noi qui» («И вот мы тут»). После этого он оставил телевидение и начал новую творческую жизнь на подмостках театра.
В это же время Габер подружился с бардом Клаудио Къеффо, убеждённым католиком. Неверующий Габер говорил про него: «Он заставляет задуматься».

### Новый творческий путь: театр песни
[…]Конец 60х – это было необычное время, груз напряжения, желаний, влияния политических и неполитических событий, которые происходили тогда с нами. Работа на телевидении дискредитировала себя. Мне как-то опротивили банальные формулы, мне стали тесны рамки телевизионной цензуры, языка, средств выражения мыслей; и я сказал себе: согласен, я делал эту работу, я был успешен, но я хочу успеха на других условиях. Мне казалось, что театральная деятельность вернет смысл творчества, если я откажусь от самолюбования.
G. Harari, «Giorgio Gaber», Rockstar, gennaio 1993.
[…] Впоследствии меня спрашивали, как успех, популярность и богатство, которое отсюда вытекало, повлияли на мою жизнь, мой выбор. Для меня ответ очевиден: я понял, что театр мне больше всего подходит, приносит мне больше всего удовольствия, позволяет мне выразить себя непосредственно, без помощи пластинки или телекамеры, которые стоят между артистом и его публикой. Конечно, спектакли приносят меньше дохода, чем выпуск и продажа пластинок, но я зарабатывал достаточно, чтобы никогда не пожалеть о своём выборе. […] Что касается денег, я думаю, что если ты зарабатываешь хотя бы на лиру больше, чем тебе нужно на жизнь, ты богат.
C. Pino (a cura di), «Da Goganga al Dio Bambino», in Amico treno, Baldini & Castoldi, 1997
Театральный дебют Джорджо Габера состоялся в 1959 году в театре Girolamo, в паре с Марией Монти (в то время его невестой). Сольный спектакль носил название «Il Giorgio e la Maria» («Джорджо и Мария»). Монти читала монологи про Милан, Габер пел свои песни. В 1960 году Габер записал диск с Дарио Фо (Dario Fo) «Il mio amico Aldo» («Мой друг Альдо»), где сначала шла песня, а потом монологи. Габер знакомится с театром Фо, и он захватывает певца.
1970 год стал переломным: Габер отказывается от грандиозного успеха на телевидении и переносит «песню в театр» (создавая жанр театральной песни). Он чувствует себя пойманным в клетку в роли телеведущего и певца. Джорджо бросает эту сферу деятельности и снимает с себя одежды шоумена. Габера, которого все знали, больше нет: он остался в прошлом. Он начал все сначала и предстал перед публикой таким, каков он есть на самом деле.
Для этой цели был создан «Signor G» («Синьор Джи»), персонаж, который не играл ролей, он играл самого себя. Некто, «человек, полный противоречий и печалей», человек как любой другой. «Синьор Джи — это синьор Габер, то есть я, и Лупорини, мы вместе пытаемся произвести некую деперсонализацию, отождествляя себя со многими людьми». Был изобретен совершенно новый персонаж, новый жанр: спектакль на определённую тему с песнями, которые эту тему развивают, а в перерывах между песнями — монологи и рассказы. С новой звукозаписывающей компанией, Carosello, Габер выпускает как пластинки с живыми записями с концертов, так и студийные альбомы.

### Спектакли и альбомы 1970-74 годов
Открытие театра, как средства, которое позволяло мне говорить то, что я думал, и сделать это своей профессией, имело огромную важность. Например, два часа спектакля: было бы хуже, если бы он длился пятнадцать минут, потому что у меня были проблемы с началом монолога, у меня не было той открытости, распущенности, которой, я думаю, должен обладать каждый артист, и которая всё-таки пришла ко мне мало-помалу, потому что иначе я бы удирал ещё перед началом спектакля. Думаю, я был очень закрыт первое время, я все хотел сказать зрителям: «Извините, вы там, внизу, а я тут, наверху, но это случайность, так уж получилось, что в этот раз я должен вам что-то говорить».
F. Zampa, «Individuo vieni fuori», Il Messaggero, 29 ottobre 1983
Первое время формула включала только песни, потом не то, чтобы монологи, а маленькие перерывы с короткими фразами, которые постепенно трансформировались в монологи, где вырисовывалась тема – скорее отстраненные рассуждения или психоанализ, чем импровизация – как в обычном спектакле в прозе. И эта тема развивалась через песни и потом через монологи. Здесь уже совсем другие критерии, нежели те, которые были в поп-музыке, когда понятно, что публика приходит посмотреть и послушать песни, которые они уже знают: ко мне теперь приходят, чтобы послушать песни, которые ещё никогда не слышали.
G. Harari, «Giorgio Gaber», Rockstar, gennaio 1993

#### Сезон 1970—71
После предварительного показа 6 октября 1970 года в студии Regson в Милане (пригодной для записи спектакля живьем для записывающей компании Carosello), 21 октября «Il signor G» дебютировал в театре San Rocco в Сереньо, режиссёром был Джузеппе Реккья (Giuseppe Recchia), музыкальным директором — Джорджо Казеллато (Giorgio Casellato). Габер поехал с первым спектаклем на гастроли по театрам региона Ломбардия.
Я понял, что могу так жить и что это и есть мой путь. Мне стало хорошо. [...] Вначале я немного боялся, что после аншлагов с Миной, никто не придет на мои собственные концерты. Но, несмотря на страх, я чувствовал, что поступаю правильно
A. Scanzi, «Anche per oggi non si vola», Il Mucchio Selvaggio, marzo 1999
В театре Габер почувствовал себя свободнее: тексты (почти целиком написанные Сандро Лупорини, работам которого Габер сильно обязан) характеризовались остроумным развитием многих социальных и политических тем, нонконформистскими высказываниями; Габер стал более агрессивным и неистовым и, пользуясь своим артистическим авторитетом, клеймил со сцены лицемерие и невежество.

#### Сезон 1971—72
Музыка: вышел альбом «I borghesi» («Буржуи»), там были записаны: однименная песня, итальянская версия песни Жака Бреля «Che bella gente» («Ces gens-là», «Какие прекрасные люди»), «La chiesa si rinnova» («Церковь обновляется») с новым текстом и «L’amico» («Друг»).
Театр: «Storie vecchie e nuove del Signor G» («Старые и новые истории синьора Джи»). Спектакль, который был задуман как продолжение «Il Signor G». Основная тема — диалог между синьором Джи, человеком средних лет, и молодёжью.

#### Сезон 1972—73
Театр: «Dialogo tra un impegnato e un non so» («Диалог между занятым человеком и неизвестно кем»). Это первый спектакль, полностью задуманный и написанный в четыре руки Габером и Лупорини. Габер в своей оригинальной и эмоциональной манере обсуждает темы жестокости человека в мире капитализма («L’ingranaggio» — «Механизм», «Il pelo» — «Волос») и отрешенности моралистов и интеллигенции. Песни «Lo Shampoo» («Шампунь») и «Libertà è partecipazione» («Свобода — это участие») надолго запомнились публике.
Диск с концерта был записан 6—7—8 ноября 1972 года в Генуе. Продолжается диалог с молодыми людьми об агрессивных и утопических импульсах, которые приходят из-за границы и которые рождаются здесь, в Италии.
Музыка: Carosello выпускает сборник «Gaber al Piccolo» («Габер в миниатюре»), в котором есть песни из нового спектакля, а также из спектаклей «Il signor G» и «I borghesi».

#### Сезон 1973—74
Театр: «Far finta di essere sani» («Притворяться здоровыми (адекватными)»). Габер/Лупорини подчеркивают некую неспособность совмещать идеалы с повседневной жизнью, а индивидуальность с политикой. «Signor G» живёт в один и тот же момент желанием быть кем-то определённым и неспособностью стать им. Это утопичное стремление, кульминацией которого становится песня «Chiedo scusa se parlo di Maria» («Извините, если я говорю о Марии»), звучит лейтмотивом всего спектакля.
В этот раз записывается не все представление, а только песни, без монологов. Сам спектакль идет между 12—20 сентября в Милане.
Последний повтор спектакля «Far finta di essere sani» пройдет в психиатрической клинике города Вогеры.
Посещаемость спектаклей Габера: «Il signor G» посмотрели в общей сложности 18.000 зрителей, «Dialogo» («Диалог») был повторен 166 раз и количество зрителей было 130.000, «Far finta di essere sani» играли 182 раза, посещаемость составила 186.000 человек.
Этим спектаклем завершился период согласия между Габером и «движением» (то есть приверженцами «левых»). Отныне бард постепенно отдаляется от них, считая, что это движение не способно объединить людей, не поддаваясь процессу унификации и обезличивания масс, то есть без превращения личностей в толпу.

### Спектакли 1974-х—1980-х годов
[…] Мне кажется, этот разговор будет продолжаться. Он начался с 68 года и описывает кризис личности, потерю индивидуальности: человек не знает, кто он на самом деле, ему необходимо некое удостоверение личности, чтобы познать себя, и он ищет это «удостоверение» изо всех сил, чтобы избавиться от груза общества потребления, которое давит на его; его поиск свободы, который слишком часто покоряется системе и политике массового производства.
L. Lanza, «L'uomo spappolato», A, n. 52, dicembre 1976-gennaio 1977

#### Сезон 1974—75
«Anche per oggi non si vola» («Сегодня снова не взлететь»). Первый спектакль, в котором звучат намеки на то, что потребность в переменах, которая ощущалась в те годы, превратилась в модный тренд или выгодную позицию: в сценах «Il coniglio» («Кролик»), «Angeleri Giuseppe», «L’Analisi» («Анализ»), «La realtà è un uccello» («Реальность — это птица») с тонкой иронией раскрывается неспособность общества предложить в настоящее время реальные и необходимые изменения.
9 октября 1974 года спектакль был записан в Милане под лейблом Carosello. Запись проходила в миланском Teatro Lirico, который как раз открылся после реставрации.
Летом 1975 года Габер выступил перед 40.000 человек на Festa del proletariato giovanile (Праздник рабочей молодёжи в парке Ламбро в Милане. Он закрывал фестиваль после Франко Баттиато (Franco Battiato) и PFM (Premiata Forneria Marconi).

#### Сезон 1975—76
На сцене идет спектакль «Giorgio Gaber-Recital» («Джорджо Габер — Сольный Концерт»), антология, в которой представлены лучшие отрывки из спектаклей.

#### Сезон 1976—77
«Libertà obbligatoria» («Принудительная свобода») как основная тема отношений между личностью и системой. «С одной стороны существуют люди, которые пассивно принимают все, что пихает им система. А с другой стороны те, кто верит в противостояние системе, но их противостояние липовое и очень скоро оно сходит на нет. Возьмем хотя бы моду на джинсы, которая сейчас кормит целые индустрии. Оба эти типа людей не могут избежать влияния массового сознания». В этом спектакле Габер поет знаменитую «Le elezioni» («Выборы»). Ещё одна тема этого спектакля, которая будет развита в последующих работах, — взаимоотношения человека с его собственным телом. Для Габера/Лупорини капиталистическая система так глубоко входит в жизнь человека, что меняет осознание им собственного тела и собственных потребностей.
14 октября 1976 года спектакль записывается компанией Carosello в театре Duse (Болонья). Первый раз во время спектакля Габер играет на гитаре. С «Libertà obbligatoria» начинается сотрудничество с Джорджо Казеллато в области аранжировок.
В 1977—78 годах Габер и Лупорини работают над сценарием для театра под названием «Progetto per una rivoluzione a Milano 2» («Проект революции в Милане-2») по мотивам книги Алена Роба-Грийе (Alain Robbe-Grillet) «Проект революции в Нью-Йорке», где действие происходит в неком городе-спутнике. Спектакль так и останется на стадии проекта.
Габер почувствовал, что ему уже надоела формула монолог+песни и, по соглашению с Лупорини, решил сделать перерыв на год.

#### Сезон 1978—79
«Polli di allevamento» («Разведение цыплят») — дебют спектакля состоялся 3 октября в Парме. Этот концерт был настоящим переворотом: в вихре критики, кульминацией которого стали финальные песни спектакля «La festa» («Праздник») и «Quando è moda è moda» («Когда мода это мода»), Габер выразил все своё разочарование той частью молодёжи, которая утверждает, что борется «против» системы, в то время, когда в реальности эта борьба насквозь фальшива и является только модной игрой. Пора покончить с полумерами, чтобы оставить место для полного разрыва с происходящим, когда чувствуешь необходимость в изоляции от общества, в свободном падении, чтобы собрать осколки индивидуальности, чтобы прикоснуться к настоящему себе. Спектакль поднимает большую волну негодования со стороны некоторых политических деятелей, которые всегда старались держать под контролем информационную бурю, спущенную с цепи театром песни.
Этот спектакль тоже был записан живьем в театре Duse (Болонья) 18 октября 1978 года, в сотрудничестве с Carosello.
Оркестровка, подготовленная Франко Баттьято и Джусто Пио, значительно отличалась от предыдущих: вместо баса, ударных и электрических гитар появились синтезаторы, духовые и струнные квартеты.
Обстановка в театрах была напряжённой: во многих залах Габер стал мишенью оскорблений толпы, в него бросали разные предметы. Габер рассказывал: «Понятно, что пока в меня кидались мелочью или оскорбляли за песню „Quando è moda è moda“, я говорил себе: „Болван, в какую авантюру я себя втянул! Ну, кто, кто заставлял меня это делать?“. Но, повторяю, это все равно огромная удача — возможность выйти на сцену и сказать то, что ты думаешь». И ещё: «[Когда] я заканчиваю спектакль, я отлично знаю, что сейчас они взбесятся, сейчас меня освищут, я чувствую это кожей и снова не могу сомкнуть ночью глаз, ворочаюсь всю ночь напролет до девяти утра, чтобы преодолеть эту боль от столкновения». По завершении изнуряющих гастролей Габер решил уйти со сцены на два года.
Он вернулся в студию звукозаписи и в 1980 году записал альбом «Pressione bassa» («Низкое давление»). В тот же год выходит невероятная «Io se fossi Dio» («Если бы я был Богом»), песня длительностью 14 минут, изданная звукозаписывающей компанией F1 Team на диске 12 дюймов, с записью только на одной стороне, чтобы не связываться с Carosello. Песня была написана в 1978 году, после убийства Альдо Моро (Aldo Moro), но была издана только два года спустя, «потому что звукозаписывающие компании боялись подставить себя… боялись судебных процессов».
[Io se fossi Dio] это личные переживания некого человека. Он уже озверел от политики, которая вмешивается во все аспекты нашей жизни, от нескончаемой демонстрации политиков[…]. [От той] политики, которая лезет повсюду, которая только выиграла и окрепла от убийства Моро, хотя, казалось бы, должна была ослабнуть и развалиться. Красные и белые флаги на площади Сан Джованни стали точкой отсчета, с которой началось усиление партий: отныне они заполонили все области нашего существования.
G. Harari, «Giorgio Gaber», Rockstar, gennaio 1993
Габер окончательно превращается в свободного мыслителя, борца с любой политической партией: эта песня — отражение нужд и трудностей многих итальянцев, разочарованных и разъяренных; она разъясняет недоверие к политическим противостояниям человека, которого Габер по литературным моделям Селина (Louis-Ferdinand Céline — Луи-Фердинанд Селин) и Джакомо Леопарди (Giacomo Leopardi) использует как образ в своём творчестве.
Летом 1980 года Габер выступает в Teatro Lirico в Милане. RAI записывает спектакли и в ноябре делает особый выпуск из двух частей под названием «Quasi allegramente la dolce illusione» (Почти радостна сладкая иллюзия) и «Quasi fatalmente la dolce uguaglianza» (Почти неизбежно приятное равновесие). Это было первое появление Габера на телеэкране после его последнего шоу в 1973 году.

### Спектакли 80-х годов
До 1976 года я находил множество стимулов (для работы), а потом уже все казалось мне повторением пройденного […].В конце десятилетия начался упадок всех идей, которые его характеризовали с конца 60-х годов, начиная с Маркузе в Школе Франкофорте (философская и социологическая неомарксистская школа) и заканчивая гораздо более яркими и жёсткими социальными движениями, которые, возможно, имели гораздо больший резонанс.
L. Ceri, «Il sogno di Giorgio Gaber», Il Mucchio Selvaggio, settembre 1993
4 марта 1981 года Габер, вместе с Франческо Гуччини и Франко Баттьято, принял участие в благотворительном концерте в пользу газеты «Lotta Continua» («Борьба продолжается (печатное издание)»). Также он издал альбом «Anni affollati» («Переполненные годы»). В том же году Габер режиссировал музыкальную комедию «Ultimi viaggi di Gulliver» («Последние путешествия Гулливера», музыку к фильму написали Гуччини-Аллоизио-Колли(Омбретта)-Габер-Лупорини) и принял участие в фильме Серджио Читти «Il minestrone» («Мешанина (фильм)»), исполнив роль «пророческого» персонажа.

#### Сезон 1981-82
Спектакль «Anni affollati» — самое лаконичное и сложное представление, но от этого не менее злободневное и проникновенное. С самого начала, с песни «Anni affollati», удается почувствовать тот разрыв, который уже произошёл между пылом и страстями 70-х годов и современными социальными процессами; почти все монологи посвящены явлениям исключительно интересным и дерзким («La masturbazione» — «Мастурбация», «L’anarchico» — «Анархист») и приводят зрителя к безжалостным и безнадёжным выводам («Il porcellino» — «Поросенок»). В завершение, когда невыносимый груз лицемерия, кажется, переполняет чашу, вся ненависть к идиотизму и подлости мира выплескивается в мрачном и беспощадном памфлете, теперь уже знаменитой «Io se fossi Dio».
Габер признается: «Я долго не решался включить „Io se fossi Dio“ в спектакль. Конечно, я до сих пор не примирился. Как и раньше, я не читаю газет и не голосую. Мне это кажется слишком наигранным, слишком театральным». Пластинка с концертом была записана 9-12 февраля 1982 года в миланском Театро Каркано. Диск под названием «Il teatro di Giorgio Gaber» («Театр Джорджо Габера») издала компания Carosello.
В 1982 году Габер был выбран президентом «Associazione Autori di testi letterari e musicali» («Ассоциация авторов литературных и музыкальных текстов», филиалы в Риме и Милане).

#### Сезон 1982-83
Габер второй раз пробует себя в роли автора сценария. Вместе с неразлучным Лупорини он пишет комедию в двух актах «Il caso di Alessandro e Maria» («Случай с Александром и Марией»). В этом спектакле он исполняет главную мужскую роль. Главная женская роль достаётся Марианджеле Мелато, одной из самых востребованных и талантливых актрис того времени. Тема спектакля — отношения между парой, но в нём также хватает намеков на социальные реалии 80х годов. Премьера пьесы состоялась 22 октября 1982 года в Парме.
В конце турне Габер записывает альбом с Энцо Янначчи. Они собираются вместе, чтобы перепеть песни 60х годов дуэта «I Due Corsari» с новой точки зрения, в стиле «The Blues Brothers». Виниловая пластинка получила название «Ja-Ga Brothers». В этом же году Габер нашёл время для спектакля «Dolci promesse di guerra» («Сладкие обещания войны»). Габер выступает как режиссёр и как продюсер представления.

#### Сезон 1983-84
Габер на какое-то время оставляет театральные подмостки. Он занимается режиссурой музыкальной комедии «Una donna tutta sbagliata» («Полная неудачница») с Омбреттой Колли в единственной главной роли. Так же он основывает собственный лейбл «GO Igest» и публикует под ним альбом "«Gaber», запомнившийся по песням «Benvenuto il luogo dove» («Добро пожаловать в место, где») и «Occhio, cuore, cervello» («Глаз, сердце, разум»). Джанни Мина приглашает Габера на телевидение, в своё шоу. Джорджо снимается в трёх передачах, две выходят в 1983 году (в них он исполняет «Le elezioni» и «Quello che perde i pezzi» — «Человек, теряющий части тела») и одна, в которой звучит «Benvenuto il luogo dove», — в 1984 году.

#### Сезон 1984-85
Актёр возвращается на сцену с «Io se fossi Gaber» («Если бы я был Габером»). Основная тема спектакля — уравниловка, унификация людей. Дебют спектакля состоялся 18 октября 1984 года в Турине. Среди нововведений — возвращение оркестра, который играл живьем на заднем плане. Песни: «Gli altri» («Другие»), «La massa» («Толпа»), «Qualcosa che cresce» («Нечто, что растет»), «Il deserto» («Пустыня»). Габер поясняет: «Спектакль „Io se fossi Gaber“ родился из полемики по поводу таинственного термина „масса“, по поводу тех, кто уступил логике рыночной экономики, по поводу прекращения сопротивления даже со стороны тех последних, кто поддерживал вкус, чувство прекрасного». Версия для диска была записана 4-10 марта 1985 года в Teatro Giulio Cesare в Риме и была выпущена Carosello под названием «Io se fossi Gaber». Это двойной альбом-антология: новые песни и монологи сменяются отрывками из предыдущих спектаклей, такими как «Le elezioni», «Il dilemma» («Дилемма») или «La pistola» («Пистолет»).
Габер выступил на Premio Tenco, где исполнил «…Dove tutto è ironia» («…Где все — ирония»), потом участвовал в телепрограмме «Fantastico» (передача канала Rai 1, которую вели Пиппо Баудо и Хизер Паризи, в которой спел «Oh mamma» и «Pressione bassa».

#### Сезон 1985-86
«Io se fossi Gaber» был оставлен на второй сезон. В этом же году Габер режиссирует музыкальную комедию «Aiuto… sono una donna di successo» («На помощь… я — успешная женщина»), с Омбреттой Колли в единственной главной роли.

#### Сезон 1986-87
Габер ставит спектакль «Parlami d’amore Mariù» («Поговори со мной о любви Мариу»), в котором снова поднимается тема отношений в паре. Габер рассказывает: «Мой герой — человек, который пытается внести ясность в то смутное беспокойство, которое сопровождает его жизнь. И чтобы осознать это беспокойство, он исследует чувства». Дебют спектакля состоялся 25 октября 1986 года в Сан-Марино. Габер получает «Biglietto d’oro» («Золотой билет») Agis-BNL за самое высокое количество зрителей за сезон.
Версия для диска была записана 7-9 мая 1987 года в миланском театре Smeraldo и выпущена Carosello. Также певец выпустил студийный альбом «Piccoli spostamenti del cuore» («Маленькие передвижения сердца»). Летом Габер выступил на фестивале Taormina Arte, где исполнил песню «I soli» («Одинокие»).
Мы с Лупорини работаем забавным способом. Мы видимся летом в Виареджио, где он рисует картины, и разговариваем о том, что нам интересно, и о том, что происходит вокруг нас: темы могут быть самые разнообразные, не знаю, страх войны или потребность в развлечениях, загрязнение окружающей среды… В этом году я ему говорил, что я заметил у людей усиленное внимание к собственным чувствам, желание слушать самих себя. И мы решили поговорить об этом.
A. Bandettini, «Ed ora vi racconto i sentimenti di un uomo di oggi», la Repubblica, 28 ottobre 1986

#### Сезон 1987-88
Габер вместе с Джампьеро Аллоизио и Артуро Бракетти пишет сценарий к спектаклю «In principio Arturo» («Сперва Артур»), в котором играет Бракетти. Летом 1988 года Габер становится редактором и руководителем театрального мероприятия «Professione comico» («Актерское ремесло»), фестиваля, который продолжается в последующие годы в Венеции вплоть до 1991 года.

#### Сезон 1988-89
Десятилетие завершается возвращением Габера на сцену в спектакле в прозе, втором подобном спектакле после «Il caso di Alessandro e Maria»: речь идет о «Il Grigio» («Серый»), длинном монологе, который был также записан на диске. Это история одного вора, «который удаляется от мира, потому что мир ему не нравится, и начинает жить в одном уединенном доме: и там его настигает вся его предыдущая жизнь, к нему возвращаются все его тревоги, он вынужден заниматься постоянным самоанализом». Он заглядывает в себя «чтобы посмотреть на себя, чтобы подвести итоги […] Когда человек погружается в самоанализ, он потом выныривает, медленно. Это как спокойствие после бури, ты принимаешь себя. В этом всё. Принять себя».
Этот спектакль отличается от всех предыдущих двумя чертами: а) сцена не абстрактна, это реальная комната, тут присутствуют некие предметы (гитара, видеомагнитофон); б) это спектакль не в жанре театральной песни, это настоящий спектакль в прозе с одним-единственным героем на подмостках. Дебют спектакля состоялся 19 октября в Беллуно. Габер получил «Premio Curcio» (Премию Курчио) за спектакль и «Premio Ascot Brun» (Премию Аскот Брун) как лучший актёр.
Версия для диска была записана 6-9 апреля 1989 года в театре Генуи и выпущена Carosello. В некоторых театрах были организованы послеполуденные встречи-дискуссии с публикой. Габер пишет музыку к музыкальной комедии режиссёра Пьетро Гаринеи «A che servono gli uomini?» («Зачем нужны люди?»), которую ставят в театре Sistina в Риме. В спектакле заняты: Омбретта Колли, Массимо Гини и Стефано Сантоспаго.

#### Сезон 1989-90
Спектакль «Il Grigio» ставят второй сезон. Габер и Омбретта Колли переписывают в четыре руки сценарий «Una donna tutta sbagliata» для четырёхсерийного телефильма (полтора часа каждая серия), в каждой серии своя отдельная история. Фильм выходит в эфир в октябре 1989 года на канале Rai 2. Главная героиня — Омбретта Колли, фильм вышел со специальным участием Габера. С 1989 по 1992 год Габер является художественным руководителем театра Goldoni в Венеции и Toniolo в Местре.
25 мая 1990 года в Teatro Comunale в Венеции дебютировал спектакль «Aspettando Godot» («В ожидании Годо») Сэмюэля Бекетта в обработке Габера. Итальянский перевод был сделан Фруттеро и Лучентини (Fruttero & Lucentini). Исполнители: Габер (Владимир), Энцо Янначчи (Эстрагон), Паоло Росси (актёр) (Лакки) и Феличе Андреази (Поццо). Первый раз Габер произносил текст, который не был написан им самим. Так же он нашёл время, чтобы заняться режиссурой театрального спектакля Беппе Грилло «Buone notizie» («Хорошие новости»), написанного в сотрудничестве с Микеле Серра.

### Девяностые
Я много копаюсь в себе. Без фанатизма, просто самоанализ. Он помогает мне понимать других, но он также помогает мне выдерживать главное испытание.
Si. Ro. «Gaber: ora sono un laureato del teatro», La Stampa, 1º giugno 1989
Я не католик. Но таинство есть, конечно же, и я верующий человек. Вера, как сказал мне один священник, это рана, которую мы носим внутри и должны пытаться залечить, зная, что этого никогда не произойдет. Мне это определение подходит
Franco Fayenz, «Giorgio Gaber. Perché non canto più», La Stampa, 11 febbraio 1989

#### Сезон 1990-91
Спектакль «Il Grigio» играют уже третий сезон.
В качестве художественного руководителя Teatro Goldoni Габер организовывает серию публичных встреч с главными действующими лицами итальянского театра. В серии «Встречи с автором» среди других принимают участие Лука Ронкони (Luca Ronconi), Марианджела Мелато, Габриеле Лавиа, Джорджо Стрелер (Giorgio Strehler) и Дарио Фо.
В 1991 году Габер принимает участие в фильме Марио Моничелли (Mario Monicelli) «Россини! Россини!». Он играет импресарио Доменико Барбайю.
Летом Габер выступает на фестивале «Versiliana», где представляет серию концертов в жанре театральной песни. Посещение фестиваля становится для певца доброй традицией, и он принимает участие в этом мероприятии и в последующие годы.

#### Сезон 1991-92
Габер ставит спектакль-антологию под названием «Il teatro canzone» («Театр песни»), в котором рассказывает зрителям историю предыдущих двадцати лет. Уникальный монолог «Qualcuno era comunista» («Кто-то был коммунистом») — чёткий анализ того, что значил коммунизм для многих людей с точки зрения надежды и одновременно иллюзий, и того, что мог бы сказать нам конец этого опыта:
Кто-то был коммунистом потому что ему нужен был стимул к чему-то новому, потому что он чувствовал необходимость в другой морали, потому что это была только энергия, сон, полет, это был только порыв, желание изменить вещи, изменить жизнь.
Giorgio Gaber e Sandro Luporini, Qualcuno era comunista
В конце спектакля, под неизбежные «бис», Габер не стал отказываться и исполнил несколько песен 60х годов, таких как «Barbera e champagne» (припев к которой подхватил хор зрителей) и «Non arrossire».
Дебют спектакля состоялся 5 ноября 1991 года в Пезаро. Версия для диска была записана в январе 1992 года в миланском Театро Каркано и выпущена Carosello.
Летом Габер снова выступает на фестивале Versiliana. В июле-августе он снимает своё первое домашнее видео «Storie del Signor G» в Teatro Comunale (Пьетрасанта).
А как продавались его диски? Габер рассказывает: «Тем временем эти [мои] пластинки были весьма необычными: записанные живьем, с публикой на заднем плане, кроме того они были двойные и по особым ценам, в том смысле, что стоили как один диск. Лучше всего они расходились в театрах [в течение вечера спектакля], вследствие чего они не были классифицированы в чартах, поскольку эта классификация основывается на магазинных продажах».
Монологи снова включаются в последующие спектакли: «Io come persona» («Я как личность») 1994 года и «E pensare che c’era il pensiero» («И думать, что была мысль», спектакль ставился два сезона). В этих спектаклях Габер снова начинает анализировать социальные реалии, причём не только в новых песнях — «Destra-Sinistra» («Право-Лево»), «Quando sarò capace d’amare» («Когда я буду способен полюбить») и «Mi fa male il mondo» («Мне вреден мир») и в новых монологах — «La sedia da spostare» («Стул, который пора передвинуть»), «L’equazione» («Уравнение») и «Sogno in due tempi» («Сон в двух сериях»). Он также даёт вторую жизнь старым произведениям, таким как «La realtà è un uccello» («Реальность — это птица») и «La Chiesa si rinnova» («Церковь обновляется», песня, которая в оригинале задумывалась по поводу церковного собора, но теперь посвящалась папству Иоанна Павла II).
Со спектакля «E pensare che c’era il pensiero» были выпущены два живых альбома, один в 1994 году, второй — в 1995. Первый альбом был записан в туринском театре Alfieri в ноябре 1994 года, второй — в пармском Teatro Regio в октябре 1995.
Спектакль «Un’idiozia conquistata a fatica» («Идиотизм побеждается с трудом») также играли два сезона. Происходит прекращение взаимоотношений певца с компанией Carosello, под лейблом которой его пластинки выходили больше двадцати лет. Какое-то время Габер сам выпускает диски (которые продаются только после спектаклей в театре) с компанией Giom, созданной специально для этого случая, а потом, в 2000 году, начинает сотрудничать с компанией CGD Eastwest.
Что касается смыслового содержания спектакля, в нём продолжается критика общества 90-х годов, особенно ярко выразившаяся в таких песнях как «Il potere dei più buoni» («Власть самых лучших») и «Il conformista» («Конформист», впоследствии свою версию этой песни исполнит Адриано Челентано).

### Последние годы жизни и посмертные альбомы и концерты
13 апреля 2001 года Габер выпускает новый студийный альбом спустя 14 лет после «Piccoli spostamenti del cuore»: «La mia generazione ha perso» («Мое поколение проиграло»). На новой пластинке есть как заново записанные песни из предыдущих спектаклей («Destra-Sinistra» и «Quando sarò capace d’amare»), так и совершенно новые произведения, самое значительное из которых — «La razza in estinzione» («Вымирающий вид»), песня, слова из которой и стали названием диска.
Уже отмеченный болезнью, Габер в этом же году участвует в программе «125 milioni di caz..te» («125 миллионов херни») со своим старым другом Адриано Челентано. По сценарию Габер вместе с Антонио Альбанезе, Дарио Фо, Энцо Янначчи и всё тем же Челентано играет партию в карты и все пятеро поют вместе «Ho visto un re» («Я видел короля»).
Певец начинает работу над новым диском, «Io non mi sento italiano» («Я не чувствую себя итальянцем»), который выйдет уже после его смерти. После продолжительной болезни (рак) Габер скончался в новогодний полдень (1 января 2003 года) в своём доме в деревне Монтеманьо, расположенной в провинции Лукка. Его тело покоится в Милане на мемориальном кладбище Cimitero Monumentale по желанию его жены Омбретты Колли.
Фонд Джорджо Габера в 2004 году организовал в честь великого итальянского певца и актёра Фестиваль театральной песни имени Джорджо Габера, в 2012 году мероприятие прошло уже девятый раз. На фестивале выступали многие знаменитые итальянские артисты, которые исполняли произведения Джорджо Габера.
13 ноября 2012 года вышел альбом-трибьют «Per Gaber… io ci sono» — сборник из трёх CD с песнями Габера. В записи приняли участие пятьдесят итальянских артистов.

## Премии и награды
- 1974: Premio Tenco, за первый выпуск музыкального обзора;
- 1990: премия Drammaturgia Festival TeatrOrizzonti — Урбино, Teatro Sanzio 13.03.1990;
- 2001: Targa Tenco[итал.] за лучшую песню — «La razza in estinzione»;
- 2003: Targa Tenco, посмертно, за лучший альбом — «Io non mi sento italiano».

## Дискография[43]
Музыкальные записи Джорджо Габера делятся на шесть периодов, в соответствии со звукозаписывающими компаниями, с которыми он работал: La Ricordi (1958—1964), Ri-Fi (1965—1967), Vedette Records (1968—1969), Carosello (1970—1995), Giom (1996—2000) и Cgd (2001—2003).
1958—1969 — в этот период Габер исполнял более-менее лёгкую музыку (включает около 160-ти записей). Последующие периоды были реорганизованы самим Габером в 2002 году и собраны в 11 двойных дисков, в которые вошли и две последних студийных пластинки.
Дискография не включает диски с песнями, издававшимися ранее, кроме тех, в которых есть хотя бы одно новое произведение.

## Фильмография
- Juke-box, urli d’amore (Музыкальный автомат, вопли о любви[итал.]) (1960)
- Canzoni a tempo di twist (Песни времен твиста) (1962)
- Il minestrone (Мешанина (фильм)[итал.]) (1980)
- Rossini! Rossini! (Россини! Россини![итал.]) (1991)

## Телевизионные передачи, которые вёл Габер
- Canzoni da mezza sera (1962)
- Teatrino all’italiana (1963)
- Canzoniere minimo (1963, одна из первых телепередач, посвящённых авторской музыке)
- Milano cantata (1964)
- Questo e quello (1964)
- Le nostre serate (1965)
- Diamoci del tu (1967, среди прочих гостей здесь впервые появляются на экране Франческо Гуччини и Франко Баттиато)
- Giochiamo agli anni trenta (1968)
- E noi qui[итал.] (1970)

Габер принимал участие в качестве певца в передаче «Canzonissima», в выпусках 1968-69-70.
Он был приглашён как гость в знаменитые шоу Studio Uno (1966), Teatro 10 (1972) и Senza rete (1968-69-72-73).

## Работы, посвящённые Джорджо Габеру
- G&G[итал.], авторы Давид Барци (Davide Barzi) и Серджио Джерази (Sergio Gerasi), роман в комиксах, по мотивам произведений барда.

## Телесъёмки спектаклей театра песни
- Quasi allegramente la dolce illusione (Rai 1, 1980)[44];
- Quasi fatalmente la dolce uguaglianza (Rai 1, 1980)[45];
- Storie del Signor G (Canale 5, 1992).